# György Faragó
György Faragó (Budapest, 14 de novembre, 1913, Józsefváros o Budapest – Józsefváros o Budapest,</ref> 3 de desembre de 1944 5 o 7 de desembre de 1944), va ser un pianista hongarès.
Fill d'un professor de piano. Als cinc anys, va tocar d'oïda els preludis de Johann Sebastian Bach, que els alumnes de la seva mare estaven aprenent. A la mateixa edat, va protagonitzar la pel·lícula Els nois del carrer Pála, dirigida per Béla Balogh, basada en el famós llibre infantil de F. Molnár. Als nou anys va ser acceptat a l'Acadèmia de Música Franz Liszt, va estudiar amb Arnold Székely, després amb Géza Nagy i finalment en els seus últims anys amb Ernő Dohnányi, i també va estudiar a la classe de composició d'Albert Siklós. El 1936 va completar els seus estudis, interpretant exclusivament obres de Franz Liszt en el seu concert de diploma.
El maig de 1939 va guanyar el prestigiós Concurs de Piano Gabriel Fauré a Luxemburg , que se suposava que havia de comportar un extens programa de gires, però l'esclat de la Segona Guerra Mundial ho va impedir. Del 1939 al 1941 va ensenyar a l'Acadèmia de Música Liszt (entre els seus alumnes hi havia, entre d'altres, Mihály Bächer), i després va ser acomiadat a causa del seu origen jueu. El març de 1942 va participar en el projecte del seu mestre Dohnányi d'interpretar tots els concerts per a teclat de Wolfgang Amadeus Mozart a la ràdio hongaresa: al Concert per a tres pianos i orquestra va ser el solista juntament amb Dohnányi i Béla Böszörményi-Nagy, al Concert per a dos pianos i orquestra, juntament amb Böszörményi-Nagy (dirigit per Dohnanyi). El 1943 va escriure un assaig programàtic, "Interpretació musical" ( en hongarès: A zenei előadás ; publicat el 1957), en què reflexionava sobre la possibilitat de penetrar fins a l'essència única d'una obra musical, evitant els mètodes d'interpretació corresponents a una època concreta.
Va morir de càncer d'estómac 